# Константинополски бунт (1204)
Константинополски бунт (1204) е военен конфликт между бунтовници на Алексий V Дука и малкото верни на Алексий IV Ангел части.
През 1204 година синът на ослепения и затворен в тъмница Исак II Ангел- Алексий IV Ангел се явява пред стените на Константинопол заедно с огромна кръстоносна войска. Като вижда това императорът-узурпатор Алексий III Ангел напуска столицата, където се възцарява Алексий IV Ангел заедно с баща си.
Скоро обаче става ясно, че новия император не може да изплати на кръстоносците дължимите суми и това предизвиква недоволството им. Някой от тях започват да безчинстват в града, въпреки че главните сили са пред портите му. Недоволството на народа нараства и под председателството на патриарх Йоан X Каматир простолюдието и духовенството се събират на синклит в Света София. Желаейки да спаси короната си Алексий IV праща провестариат Алексий Дука да преговаря с кръстоносците, които трябва да влязат в града и да разпуснат синклита, и да унищожат веднъж завинаги недоволните от управлението му бунтовници.
Алексий Дука обаче обявява това публично и с него настройва народа против Алексий IV Ангел.
Сред народа започва бунт, бързо обхваща града, а двамата императори нямат почти никакви сили. В резултат на това Алексий IV и Исак II Ангел са пленени и хвърлени в тъмница. Синклитът вече е избрал за император Николай Канава. Новият василевс обаче не разполага с реална власт и дори не напуска Света София! Алексий Дука, който свалил Алексий и Исак, на 5 февруари 1204 се провъзгласил за император под името Алексий V Дука. На 8 февруари той удушил и обезглавил Николай Канава, както прави и с Алексий IV Ангел още същия ден. Исак II Ангел умира от шок, научавайки за смъртта на сина си.